# Pirámide de Ameny Qemau
La Pirámide de Ameny Quemau es una pirámide del Antiguo Egipto localizada al sur de Dashur. Fue construida en 1790 a. C. por Ameny Qemau, el quinto rey de la dinastía de la XIII, Dinastía durante el segundo período intermedio. La piedra fundamental fue completamente robada pero la estructura restante dañada permanece. La pirámide fue descubierta por Charles Albert Muses en 1957 y excavada en 1968. La pirámide originalmente medía 35 metros de altura con una longitud de base de 52 metros. La cámara funeraria estaba formada por un único bloque colosal de cuarcita similar a la de Amenemhat III, con receptáculos para los sarcófagos y los vasos canopos tallados en el interior del bloque.